# Mleczaj torfowcowy

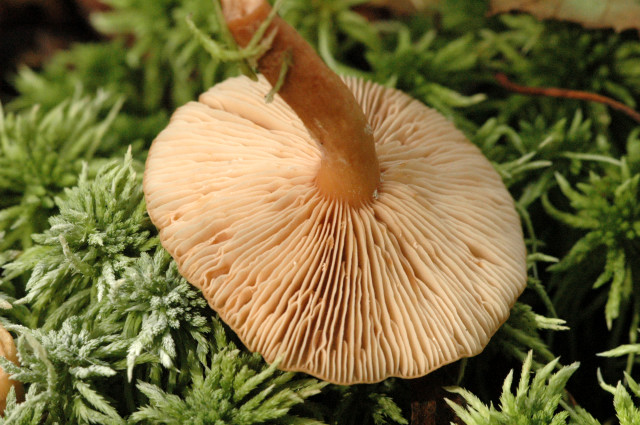
Hymenofor owocnika

Mleczaj torfowcowy (Lactarius sphagneti (Fr.) Neuhoff) – gatunek grzybów należący do rodziny gołąbkowatych (Russulaceae).

## Systematyka
Takson ten został zdiagnozowany taksonomicznie po raz pierwszy przez Eliasa Friesa (jako Lactarius subdulcis c sphagneti) w 1855 r. Jako odrębny gatunek został poprawnie opisany przez Walthera Neuhoffa w „Pilze Mitteleuropas” z 1956 r.
Synonimy naukowe:
- Lactarius sphagneti (Fr.) M.M. Moser 1955
- Lactarius subdulcis c sphagneti Fr. 1855[2]

Alina Skirgiełło opisywała go pod polską nazwą mleczaj torfowy, w 2003 r. Władysław Wojewoda zmienił ją na mleczaj torfowcowy.

## Morfologia
Kapelusz
Średnicy 2–5 cm, barwy czerwonobrązowej, blaknący, z małym, ostrym garbkiem w centrum, pokryty suchą, matową skórką.
Hymenofor
Blaszkowy, blaszki początkowo barwy jasnocielistej, po dojrzeniu ochrowobrązowawe.
Trzon
Jaśniejszy od kapelusza, barwy czerwonawej, u młodych owocników pełny, potem pusty w środku, kruchy, czasem o wygiętej podstawie.
Miąższ
Zbudowany z kulistawych komórek, które powodują jego specyficzną kruchość i nieregularny przełam. Kruchy, o łagodnym smaku. Wydzielają białe, nie przebarwiające się mleczko.
Zarodniki
Elipsoidalne, niemal kuliste, o wymiarach 6,5–8,5×5,5–7,5 μm, pokryte brodawkami połączonymi niewielkimi listewkami tworzącymi delikatny siateczkowaty wzór, bez pory rostkowej. Wysyp zarodników amyloidalny.

## Występowanie i siedlisko
Występuje w Europie. W Polsce gatunek rzadki. Znajduje się na Czerwonej liście roślin i grzybów Polski. Ma status E – gatunek wymierający. Znajduje się na listach gatunków zagrożonych także w Szwajcarii, i Niemczech.
Naziemny grzyb mykoryzowy. Występuje w wilgotnych lasach i torfowiskach. Wytwarza owocniki (w Europie) od lipca do września.

## Znaczenie
Owocniki Lactarius sphagneti prawdopodobnie nie są toksyczne dla człowieka, jednak ich wartość spożywcza jest nieznana.